# You Rock My World
„You Rock My World“ је пјесма америчког извођача Мајкла Џексона са његовог десетог студијског албума, „Invincible“. Издата је као водећи сингл са албума у августу 2001. године од стране Епик рекордса. Њен текст говори о заљубљености и о стицању женске пажње. Продуцирану од стране Џексона и Роднија Џеркинса, пјесму су написали поменута двојица, Фред Џеркинс, Лошон Денијелс и Нора Пејн. Музички, ради се о денс и поп комаду сличном Џексоновим претходним које је радио са Квинсијем Џонсом.
„You Rock My World“ је различито оцијењена. Једни музички критичари су сматрали да је Џексон требало да уложи више труда у пјесму која по њиховом мишљењу није најбољи материјал са албума, док су други похвалили њену композицију и пјевачев вокални наступ. Комерцијално, сингл је био успјешан широм свијета. Нашао се на десетом мјесту америчке топ-листе „Билборд хот 100“ бивајући Џексонов последњи топ десет хит. „You Rock My World“ је заузимао прву позицију у Француској три узастопне недеље. Такође, био је међу десет најпродаванијих у Аустралији, Аустрији, Канади, Данској, Финској, Италији, Шведској, Швајцарској и у Уједињеном Краљевству.
Ради што боље промоције, објављен је музички спот који траје четрнаест минута. Режирао га је Пол Хантер и у њему се појављују: Џексон, Крис Такер, Мајкл Мадсен, Марлон Брандо, Били Дрејго и многи други. Главни актери, Џексон и Такер покушавају привући пажњу једне дјевојке. Спот, упоређиван са пјевачевим претходним као што су за пјесме „Smooth Criminal“ и „The Way You Make Me Feel“, различито је оцијењен. Пјесма је извођена уживо само два пута и то у Медисон сквер гардену током концертне прославе Џексонових тридесет година као соло извођача. Снимак са извођења је приказан од стране Си-Би-Ес телевизије у виду специјалне емисије под називом „Michael Jackson: 30th Anniversary Special“. Пјесма је номинована Греми наградом за најбоље мушко поп вокално извођење 2002. године.

## Позадина
Мајкл Џексон је снимио „You Rock My World“ за свој десети и последњи студијски албум, „Invincible“ (2001). Пјесма је написана и компонована од стране Џексона, Роднија и Фреда Џеркинса, Лошона Денијелса и Норе Пејн, а продуцирали су је Џексон и Родни Џеркинс. Епик рекордс ју је издао као водећи сингл са албума званично крајем августа 2001. године. Прије официјелног издања сингла, пјесма се могла чути у петак, 17. августа, на двјема радио-станицама у Њујорку. Одмах након првог преноса, станице су примале позиве од слушаоца који су тражили још. „You Rock My World“ је прво пуштана на станици ВЈТМ-ФМ око 16:00 часова а затим и на ВКТУ-ФМ четрдесет и пет минута касније. Обије станице су пуштале сингл свака два сата све до суботе када је Џексонова издавачка кућа, Епик рекордс, позвала уредника програма поменутих станица, Френкија Блуа, и замолила га да престане. Блу, Џексонов пријатељ, изјавио је: „Обавијестили су ме о опасности пуштања пјесме овако рано. Рекли су: „Молим те, учини нам услугу и прекини.““ Додао је да не жели рећи како је пјесма доспјела у његове руке.

## Композиција
„You Rock My World“ је денс и поп пјесма вибрирајућих вокалних хармонија. Одсвирана је у е-молу, а Џексонов вокални досег у њој се креће између Е4 и Бб5. „You Rock My World“ је умјереног темпа од 120 откуцаја у минути. Развој акорда у њој је Б7-Ц9-А7-Д-Б7. Композиција је упоређивана са Џексоновим претходним материјалом на ком је радио са Квинсијем Џонсом током 1970-их и 1980-их а нарочито са диско пјесмом из 1979, „Don't Stop 'til You Get Enough“. Уводни вокали припадају Крису Такеру. Лирски, текст пјесме говори о заљубљености и ефекту које оно има што је евидентно у почетним стиховима: „Мој живот никад неће бити исти, јер, дјевојко, ти си дошла и промијенила начин којим ја ходам, којим ја говорим“ (енгл. My life will never be the same, 'cause, girl, you came and changed the way I walk, the way I talk).

## Критички пријем
„You Rock My World“ је генерално различито оцијењена од стране савремених музичких критичара. Похвале су углавном биле упућене пјесминој композицији док је незадовољство било изазвано мишљу критичара да пјесма није Џексонов најбољи материјал. Стивен Томас Ерлевајн је именовао „You Rock My World“ истакнутим дијелом албума. Ендру Хемилтон је изјавио: „Да је умјесто Џексона неко други објавио „You Rock My World“, са огромном промоцијом и публицитетом, разбио би топ-листе и био би освајач многих награда. Овако, пјесма се добро продала и извођена је свугдје али је услед превише негативних критика заједно са албумом проглашена недовољно добром за ниво једног умјетника као што је Џексон.“ Додао је да би људи требало да дају више кредита Џексону јер се ради о извођачу који је успио да одржи каријеру респектабилном толико дуго.
Џејмс Хантер је похвалио пјесмин вокални ритам рекавши да је коначно укусно склесан и да је изврстан. Истакао је да пјесма има сличности са материјалом који је Џексон радио са Квинсијем Џонсом. Марк Беамон је описао „You Rock My World“ као диско класик коментаришући да је њен увод са Крисом Такером смијешнији него Крис Еванс у највећем свијетлу. Кетрин Хелебај је сматрала да је пјесма најбољи примјер типичног Мајкла и описала ју је не превише грозном, примамљивом фанки импровизацијом. „You Rock My World“ је номинована Греми наградом за најбоље мушко вокално поп извођење на 44. додјелама али је изгубила од „Don't Let Me Be Lonely Tonight“, Џејмса Тејлора. Била је то Џексонова прва номинација од 1997. године када је његов сингл „Earth Song“ био номинован, и прва номинација у овој категорији од 1995.

## Комерцијални наступ
„You Rock My World“ је била комерцијално успјешна, позиционирајући се генерално међу десет најпродаванијих синглова широм свијета. Пјесма је била последњи Џексонов хит сингл у Сједињеним Државама. „You Rock My World“ је ушла међу десет најпродаванијих на топ-листи „Билборд хот 100“ 15. септембра 2001. године. Наредне недеље, пјесма је досегла свој највиши пласман, десето мјесто. Тако је постала Џексонов најбоље пласирани сингл још од бр. 1 сингла „You Are Not Alone“ из 1995. „You Rock My World“ се такође нашла на седмом мјесту листе поп пјесама и на тринаестом мјесту најпродаванијих ритам и блуз и хип хоп синглова. Сјеверно, у Канади, нашла се на другом мјесту. У Уједињеном Краљевству, „You Rock My World“ је 20. октобра дебитовала као број два што је био и њен најбољи пласман. Тамо је остала међу првих двадесет још четири узастопне седмице а међу сто укупно петнаест узастопних недеља, од 20. октобра 2001. до 26. јануара 2002. У Француској, „You Rock My World“ је дебитовала 13. октобра 2001. на челној позицији гдје је остала још три недеље. Била је међу двадесет најпродаванијих додатних десет узастопних недеља. Пјесма је дебитовала у Холандији на четвртом мјесту 20. октобра да би седам дана касније досегла друго мјесто. У Финској се одмах нашла по изласку на другој позицији као и у Норвешкој али је након три недеља потпуно испала са списка. У Норвешкој је била међу двадесет најпродаванијих шест седмица.
На Новом Зеланду се појавила 16. септембра и то на тридесет и првом мјесту да би након седме недеље досегла свој врх и број тринаест оставши на листи укупно осам недеља. У Аустралији је дебитовала као број четири што је истовремено био и њен најбољи пласман. Након што се пјесма налазила пет узастопних недеља међу педесет првопласираних, отпала је са листе да би се вратила на још четрнаест дана као број тридесет и седам и да би затим коначно напустила листу 6. јануара 2002. У Италији, сингл је дебитовао 11. новембра на трећем мјесту и остао је међу првих десет још четири недеље током 2001. У Белгији, односно у Фландрији и Валонији, заузимао је друго и четврто мјесто. У Аустрији, пјесма је 21. октобра дебитовала као број девет и кретала се по листи укупно осам недеља. Након Џексонове смрти у јуну 2009, „You Rock My World“ се поново појавила на топ-листама широм свијета. Посјетила је „Билбордове“ листе први пут након осам година. Заузела је 11. јула 2009. шездесет и другу позицију листе дигиталних пјесама. И у Уједињеном Краљевству 4. јула се поново појавила пласирајући се као број деведесет и седам. Наредне недеље била је и број шездесет а са листе је отпала након три седмице. „You Rock My World“ се по трећи пут појавила у Аустралији 19. јула заузевши педесето мјесто и оставши на листи само седам дана.

## Промоција
Крајем августа 2001, Џексон и Сони су започели промотивну кампању за „You Rock My World“. Као дио промоције сингла и албума, Џексон је 30. августа прославио свој четрдесет и трећи рођендан присуствујући на церемонији отварања Насдак берзе на Тајмс скверу, у четвртак рано ујутру. Џексон је изводио „You Rock My World“ само два пута. Једине изведбе су биле током два концерта почетком септембра 2001, којим су прослављене Џексонових тридесет година соло каријере у Медисон сквер гардену. Крис Такер, који се појављује у пјесми и у споту пјесме, учествовао је на наступу заједно са Ашером. Снимак другог концерта одржаног 10. септембра приказан је у склопу двочасовног телевизијског специјала названог „Michael Jackson: 30th Anniversary Special“ на телевизији Си-Би-Ес у новембру исте године.

## Музички спот
Музички спот за „You Rock My World“ објављен је 2001. и режирао га је Пол Хантер. Спот, који траје преко тринаест минута, сматра се и кратким филмом. У њему, Џексон и Такер покушавају да привуку пажњу једне дјевојке пратећи је по крају. Спот за „You Rock My World“ је последњи на ком се Џексон појављује и који је снимљен и објављен током његовог живота. Упоређиван је са његовим ранијим спотовима из 1980-их за синглове „Smooth Criminal“ (1987) и „The Way You Make Me Feel“ (1987), оба са студијског албума „Bad“. У споту се појављују Марлон Брандо, Мајкл Мадсен и Били Дрејго. Кетрин Хелебај која је позитивно оцијенила пјесму, описала је спот као „рођака“ спота за пјесму „Smooth Criminal“ са нијансама „The Way You Make Me Feel“. Појављивања Бранда и Мадсена је назвала бесциљним рекашви да мало ствари које Џексон ради могу више шокирати. Спот је 2002. освојио награду „NAACP Image“ која се додјељује афроамеричким умјетницима. Налази се на компилацијама „Number Ones“ и „Vision“.

## Особље
- Текстописци и композитори: Мајкл Џексон, Родни Џеркинс, Фред Џеркинс, Лошон Денијелс и Нора Пејн
- Продуценти: Мајкл Џексон и Родни Џеркинс
- Водећи вокал: Мајкл Џексон
- Пратећи вокали: Мајкл Џексон
- Увод: Мајкл Џексон и Крис Такер
- Све инструменте су одсвирали Мајкл Џексон и Родни Џеркинс
- Снимили Бред Гилдерман, Родни Џеркинс, Џан Мари Хорват, Декстер Симонс и Стјуарт Броли
- Дигитално прерађивање: Харви Мејсон и Стјуарт Броли
- Миксовали: Брус Сведијен и Родни Џеркинс